# Classe Virginia (couraçados)
A Classe Virginia foi uma classe de couraçados pré-dreadnought operada pela Marinha dos Estados Unidos, composta pelo USS Virginia, USS Nebraska, USS Georgia, USS New Jersey e USS Rhode Island. Suas construções começaram em 1901 e 1902, sendo lançados ao mar em 1904 e comissionados 1906 e 1907. O projeto da Classe Virginia foi baseado na predecessora Classe Maine e influenciado pela vitória dos Estados Unidos na Guerra Hispano-Americana de 1898. A classe adotou um esquema de armamento similar ao da Classe Kearsarge, tendo uma torre de artilharia secundária de 203 milímetros fixada no topo da torre de artilharia principal de 305 milímetros.
Os couraçados da Classe Virginia eram armados com uma bateria principal composta por quatro canhões de 305 milímetros montados em duas torres de artilharia duplas. Tinham um comprimento de fora a fora de 134 metros, boca de 23 metros, calado de sete metros e um deslocamento carregado de mais de dezesseis mil toneladas. Seus sistemas de propulsão eram compostos por doze ou 24 caldeiras a carvão que alimentavam dois motores de tripla-expansão, que por sua vez giravam duas hélices até uma velocidade máxima de dezenove nós (35 quilômetros por hora). Os navios também tinham um cinturão principal de blindagem que ficava entre 152 a 279 milímetros de espessura.
Todos tiveram carreiras relativamente tranquilas, ocupando-se principalmente de exercícios de treinamento de rotina. Eles serviram como parte da Frota do Atlântico durante a maior parte de seus períodos em serviço e também participaram de uma volta ao mundo entre 1907 e 1909 como parte da Grande Frota Branca. Envolveram-se na Revolução Mexicana, culminando na ocupação de Veracruz no início de 1914. Os couraçados foram usados como navios-escola no início da Primeira Guerra Mundial e depois como escoltas para comboios até a França. Foram tirados de serviço até 1920 e descartados sob os termos do Tratado Naval de Washington de 1922.

## Projeto
A vitória dos Estados Unidos na Guerra Hispano-Americana em 1898 teve um impacto dramático no projeto de encouraçados, pois a questão do papel da frota — ou seja, se deveria se concentrar na defesa costeira ou nas operações em alto mar — foi resolvida. A capacidade da frota de conduzir operações ofensivas no exterior mostrou a necessidade de uma poderosa esquadra de encouraçados. Como resultado, o Congresso dos Estados Unidos estava disposto a autorizar navios muito maiores; os Virginias, três dos quais foram autorizados em 3 de março de 1899, foram os primeiros desses novos navios. Mais dois foram autorizados em 7 de junho de 1900, com o deslocamento para todos os cinco navios proposto em 13 700 toneladas, um aumento significativo em relação aos designs anteriores. O trabalho de projeto inicial, que começou com um memorando emitido em 12 de julho de 1898, exigia um encouraçado baseado na classe Maine, ou seja, os encouraçados da nova classe deveriam estar armados com quatro canhões de 305 milímetros, dezesseis de 152 milímetros e dez canhões de 76 milímetros, protegidos com cinturão de blindagem Krupp de 305 milímetros, e capazes de navegar a 18,5 nós (34,3 quilômetros por hora).
Discussões sobre o deslocamento projetado e o armamento impediram mais trabalhos até outubro de 1899. O capitão Charles O'Neill defendeu uma bateria mista de 305 e 203 milímetros com torres sobrepostas, enquanto Phillip Hichborn, o construtor-chefe do Bureau of Construction and Repair, preferia um projeto com deslocamento de 13 mil toneladas e armado uniformemente com canhões de 254 milímetros ao invés da bateria mista. Optou-se pela adoção da bateria mista, pois um projétil da bateria de 203 milímetros poderia penetrar a blindagem média das baterias secundárias de encouraçados estrangeiros. O capitão Royal Bradford, chefe do Bureau of Equipment, sugeriu que 18,5 nós seriam suficientes, embora O'Neill exigisse vinte nós (37 quilômetros por hora); um meio termo foi encontrado exigindo um mínimo de dezenove nós (35 quilômetros por hora). Esse acordo produziu duas variantes: "A", que dispôs os canhões de 203 milímetros em quatro torres gêmeas no meio do navio como a classe Indiana, e "B", que colocou duas das quatro torres no topo da bateria principal de 305 milímetros, como na classe Kearsarge. O projeto "A" incluiu dezesseis canhões de 152 milímetros em casamatas, enquanto "B" tinha apenas doze.
O Conselho de Construção inicialmente favoreceu "A", embora um oficial do conselho tenha rejeitado o projeto com tanta veemência que o Secretário da Marinha ordenou que um segundo conselho maior fosse formado para examinar os dois projetos. Oito oficiais de linha foram adicionados ao conselho; este grupo favoreceu as torres sobrepostas de "B". Um dos membros, o contra-almirante Albert Barker, sugeriu construir os três primeiros navios seguindo "A" e os dois últimos seguindo "B". O conselho inicialmente aprovou a ideia, mas o chefe do Bureau of Ordnance a rejeitou em favor da uniformidade do design. O Secretário da Marinha convocou uma terceira diretoria para resolver a questão, e dez dos doze membros votaram em "B". O projeto finalizado foi aprovado em 5 de fevereiro de 1901.
As torres sobrepostas acabaram sendo muito problemáticas; o arranjo foi concebido inicialmente para economizar peso e permitir o disparo muito mais rápido dos canhões de 203 milímetros durante o longo tempo de recarga necessário para os canhões de grande calibre. No momento em que os Virginias entraram em serviço, devido ao propelente sem fumaça e tiro rápido, os canhões de grande calibre reduziram o tempo entre os tiros de 180 segundos para 20. Os canhões de 203 milímetros não podiam mais disparar em sua taxa máxima sem interferir com os de 305, já que a concussão e os gases quentes atrapalhariam a tripulação abaixo. Além disso, o HMS Dreadnought — o primeiro encouraçado "all-big-gun" a entrar em serviço — comissionado no final de 1906, logo após os Virginias, tornou a nova classe obsoleta com um único golpe.

### Características gerais e maquinário
Os navios da classe Virginia tinham 133 metros de comprimento na linha d'água e 134,49 metros em geral. Eles tinham um boca de 23,24 metros e um calado de 7,24 metros. Eles deslocavam 15 188 toneladas conforme projetado e até 16 352 toneladas em plena carga. Os navios tinham uma altura metacêntrica elevada, o que os tornava instáveis mesmo em mares moderados. A direção era controlada com um único leme. Conforme construídos, os navios foram equipados com um par de mastros militares pesados com gáveas, mas foram substituídos por equivalentes treliçados em 1909. Eles tinham uma tripulação de 40 oficiais e 772 praças.
O navio era movido por motores a vapor de expansão tripla com dois eixos avaliados em 19 mil cavalos indicados de potência. O vapor era fornecido por caldeiras aquatubulares a carvão; no Virginia e no Georgia, eles foram equipados com vinte e quatro caldeiras Niclausse, enquanto os outros três navios receberam doze caldeiras Babcock & Wilcox. Estes foram canalizados em três funis no meio do navio. Os motores geravam uma velocidade máxima de dezenove nós (35 quilômetros por hora). Em 1919, Virginia e Georgia tiveram suas caldeiras Niclausse substituídas por doze caldeiras Babcock & Wilcox. Os navios carregavam 1 986 toneladas de carvão, o que lhes permitia navegar por um raio de cruzeiro projetado de 7 084 quilômetros a uma velocidade de dez nós (dezenove quilômetros por hora). Em serviço, foi provado que eles poderiam na realidade navegar por 9 mil quilômetros. Os navios foram equipados com geradores de eletricidade com uma potência combinada de 670 cavalos.

### Armamento
Os navios estavam armados com uma bateria principal de quatro canhões de 305 milímetros (com 40 calibres de comprimento) em duas torres gêmeas na linha central, uma à frente e outra à ré. As armas disparavam um projétil de 390 kg a uma velocidade de saída de 730 metros por segundo. As torres eram montagens Mark V, que permitiam recarregar em todos os ângulos de elevação. Essas montagens podiam elevar para 20 graus e reduzir -7 graus. Cada canhão possuía um suprimento de sessenta projéteis.

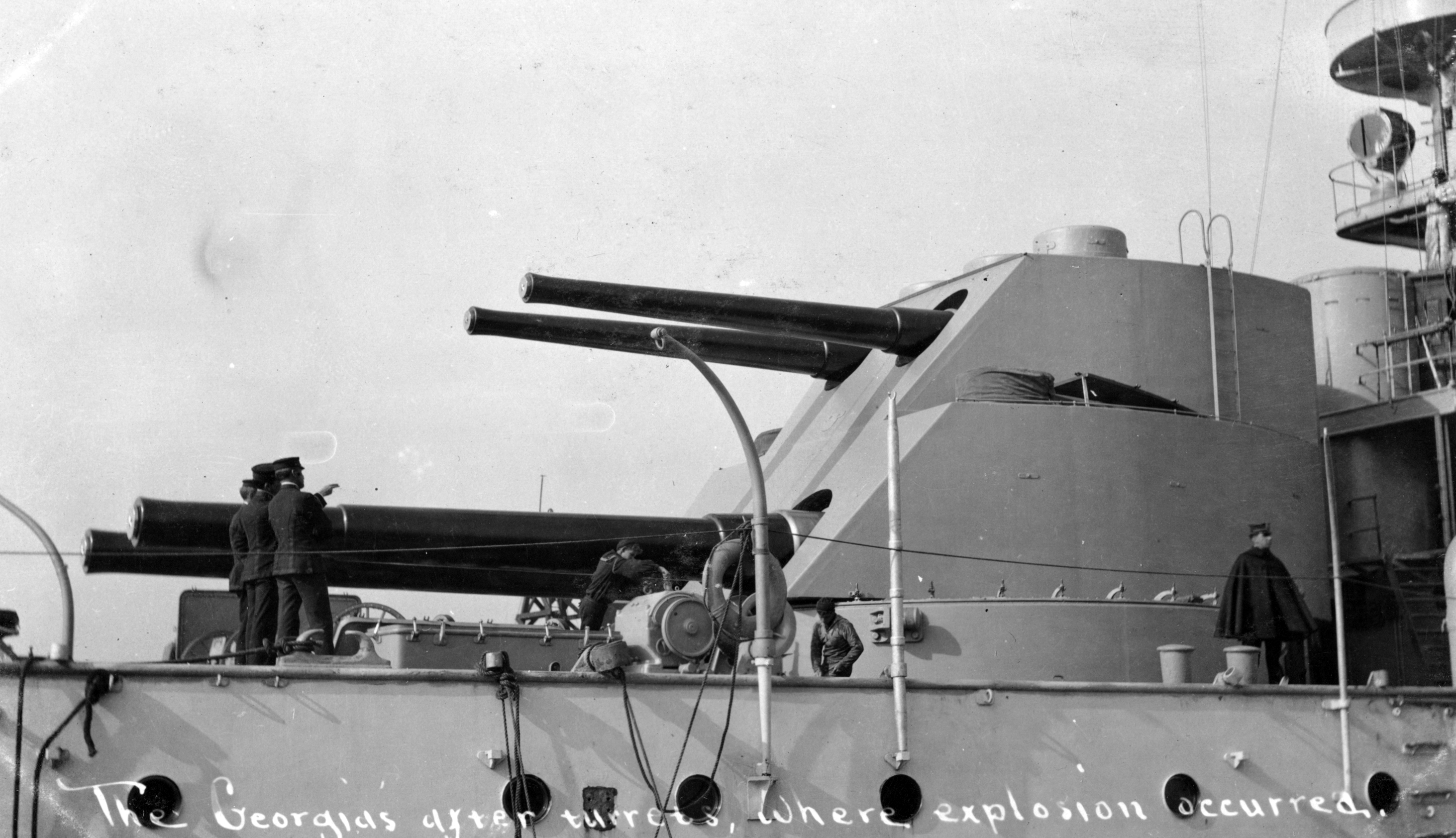
Torres traseiras do Georgia

A bateria secundária consistia em oito canhões Mark 6 de 203 milímetros (com 50 calibres) e doze canhões Mark 6 de calibre 152 milímetros (idem). Os canhões de 203 milímetros foram montados em quatro torres gêmeas; duas delas foram sobrepostas no topo das torres da bateria principal, com as outras duas torres lado a lado com o funil dianteiro. Os canhões de 203 milímetros disparavam projéteis de 120 kg a uma velocidade inicial de 840 metros por segundo. Eles possuíam 125 projéteis em seu estoque. Os canhões de 152 milímetros foram colocados em casamatas no casco. Eles disparavam um projétil de 48 kg a 850 metros por segundo.
Para defesa de curto alcance contra barcos torpedeiros, eles carregavam doze canhões 76 milímetros (com 50 calibres) montados em casamatas ao longo da lateral do casco e doze canhões de 3 libras. Como era padrão para os navios capitais da época, a classe Virginia carregava quatro tubos de torpedo de 533 milímetros, submersos em seu casco na lateral. Eles foram inicialmente equipados com o design Mark I Bliss-Leavitt, mas foram rapidamente substituídos pelo Mark II, projetado em 1905. O Mark II carregava uma ogiva de 94 kg e tinha um alcance de 3 200 metros a uma velocidade de 26 nós (48 quilômetros por hora).

### Blindagem

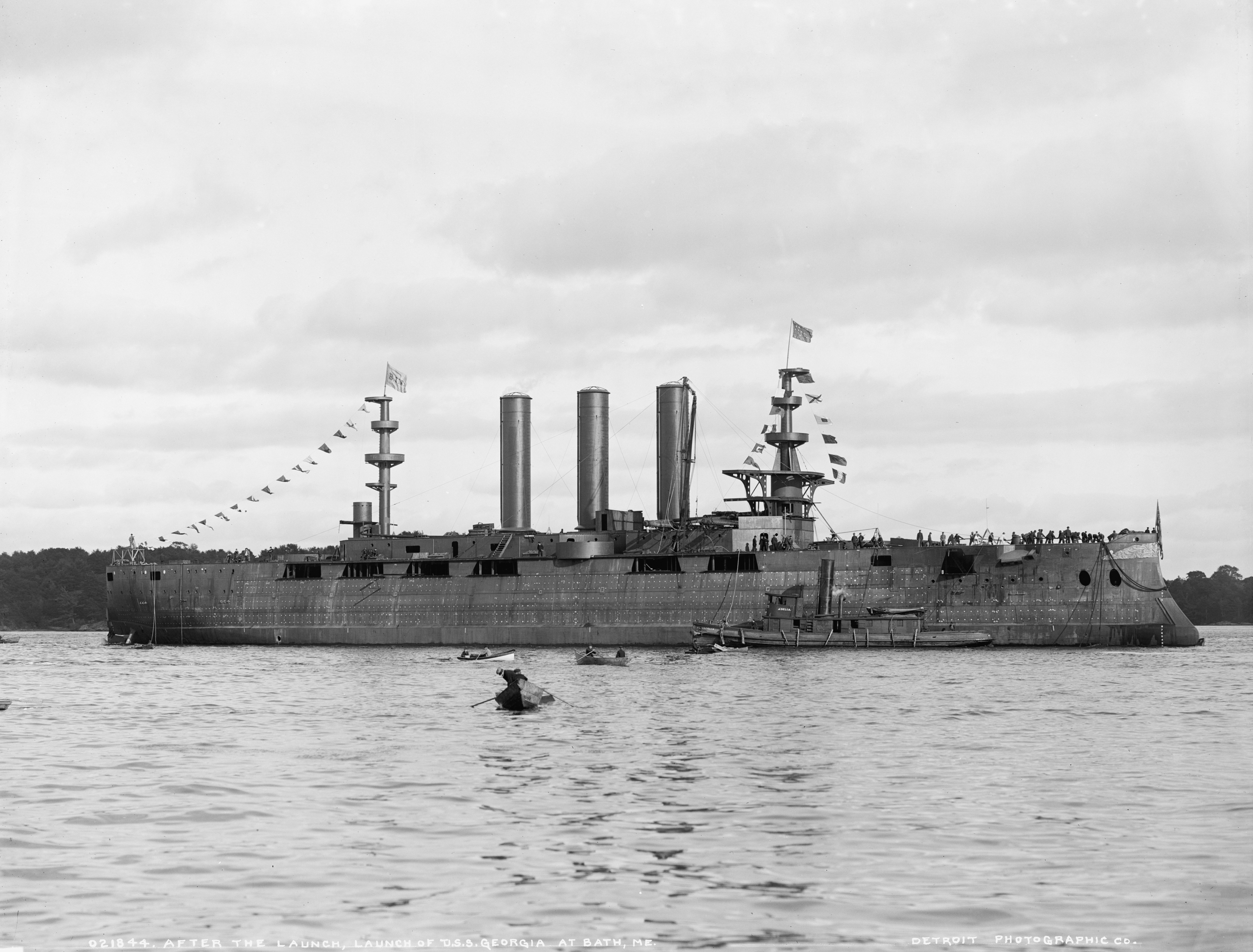
O USS Georgia logo após o lançamento

O cinturão blindado dos integrantes da classe Virgínia tinha 279 milímetros de espessura sobre os paióis e espaços de máquinas e 203 milímetros em outras partes. Estendia-se 0,91 metros acima da linha d'água e 1,5 metros abaixo. As torres de canhão da bateria principal (e as torres secundárias em cima delas) tinham 305 milímetros de blindagem em seus lados e 52 milímetros nos telhados. As barbetas tinham o 254 milímetros de blindagem. As duas torres no cinturão tinham 170 milímetros de blindagem em suas faces, 152 nos lados e cinquenta milímetros nos telhados. A blindagem de 152 milímetros de espessura protegia os canhões casamatados. A torre de comando tinha 230 milímetros nos lados e um cinquenta milímetros no teto. Os conveses dos navios variavam em espessura de 38 a 76 milímetros e eram inclinados nas laterais para se conectar com a borda inferior cinturão.

## Construção
| Nome                     | Construtor                        | Batido               | Lançado                | Comissionado            |
| ------------------------ | --------------------------------- | -------------------- | ---------------------- | ----------------------- |
| USS Virginia (BB-13)     | Newport News Shipbuilding Company | 21 de maio de 1902   | 5 de abril de 1904     | 7 de maio de 1906       |
| USS Nebraska (BB-14)     | Moran Brothers Shipyard           | 4 de julho de 1902   | 7 de outubro de 1904   | 1 de julho de 1907      |
| USS Georgia (BB-15)      | Bath Iron Works                   | 31 de agosto de 1901 | 11 de outubro de 1904  | 24 de setembro de 1906  |
| USS New Jersey (BB-16)   | Fore River Shipyard               | 3 de maio de 1902    | 10 de novembro de 1904 | 12 de maio de 1906      |
| USS Rhode Island (BB-17) | Fore River Shipyard               | 1 de maio de 1902    | 17 de maio de 1904     | 19 de fevereiro de 1906 |

## Histórico de serviço

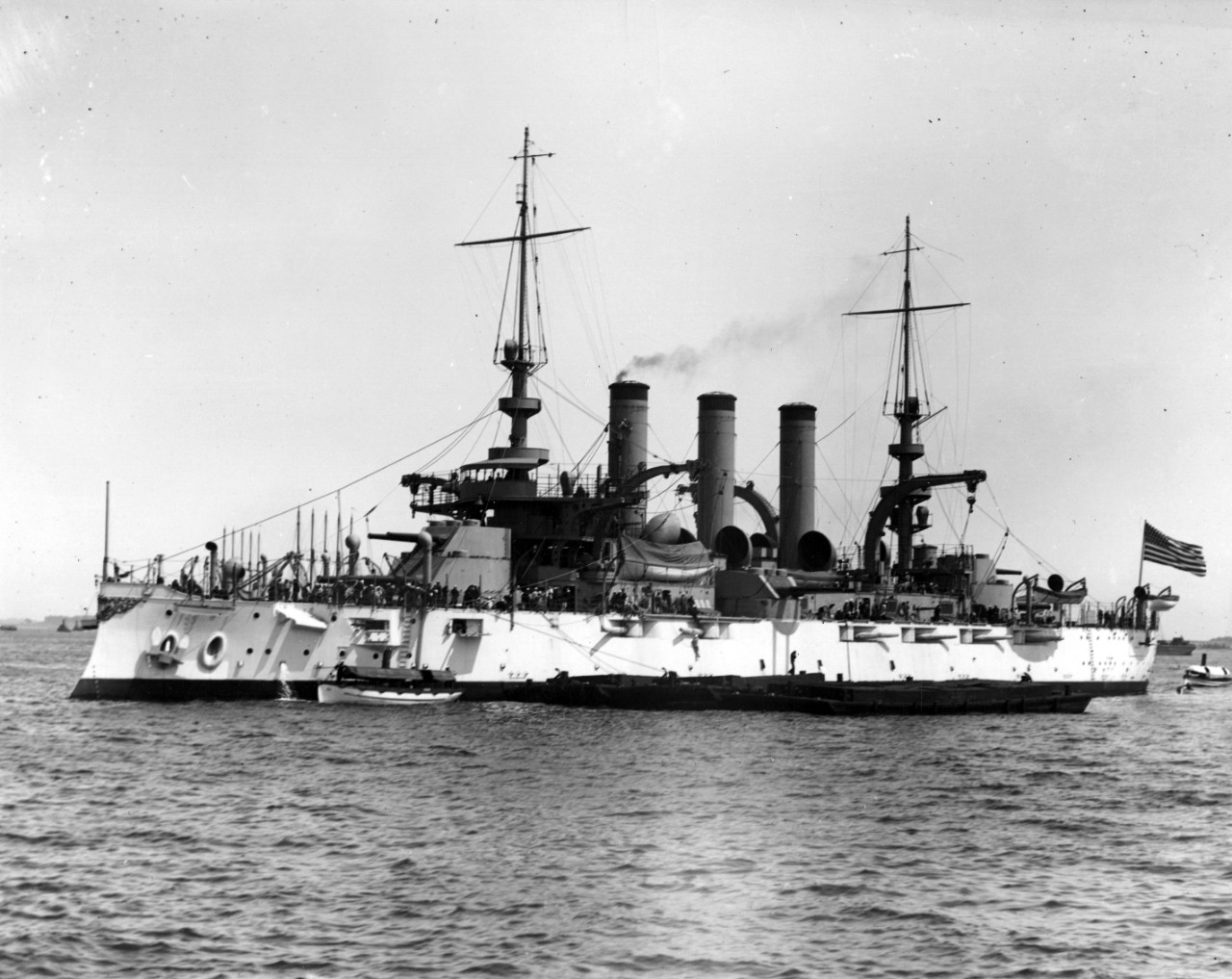
New Jersey como concluído

Todos os cinco navios da classe serviram na Frota do Atlântico durante a maior parte de suas carreiras. Em 1907, Virginia, Georgia e New Jersey participaram da Exposição de Jamestown para comemorar o 300º aniversário da fundação da colônia de Jamestown. Os cinco navios participaram do cruzeiro da Grande Frota Branca em 1907–09, embora Nebraska, que havia sido construído na costa oeste dos Estados Unidos, só tenha se juntado à frota depois que ela chegou à Califórnia em 1908. A frota deixou Hampton Roads em 16 de dezembro de 1907 e navegou para o sul, contornando a América do Sul e voltando para o norte até a costa oeste dos Estados Unidos. Os navios então cruzaram o Pacífico e pararam na Austrália, nas Filipinas e no Japão antes de continuar pelo Oceano Índico. Eles transitaram pelo Canal de Suez e percorreram o Mediterrâneo antes de cruzar o Atlântico, chegando a Hampton Roads em 22 de fevereiro de 1909 para uma revisão naval com o presidente Theodore Roosevelt.
Os navios então começaram uma rotina de treinamento em tempo de paz na costa leste dos Estados Unidos e do Caribe, incluindo treinamento de artilharia em Virginia Capes, cruzeiros de treinamento no Atlântico e exercícios de inverno em águas cubanas. No final de 1909, Virginia, Georgia e Rhode Island visitaram portos franceses e britânicos. Ao longo de suas carreiras, a agitação política em vários países da América Central levou os Estados Unidos a enviar navios para proteger os interesses americanos na região. O New Jersey foi enviado a Cuba para, na definição da Marinha, “proteger vidas e propriedades americanas ameaçadas pela Insurreição Cubana”. Todos os cinco navios se envolveram na Revolução Mexicana, culminando na ocupação de Veracruz em abril de 1914. O New Jersey também foi enviado para proteger os interesses americanos no Haiti e na agitação dominicana em 1914.

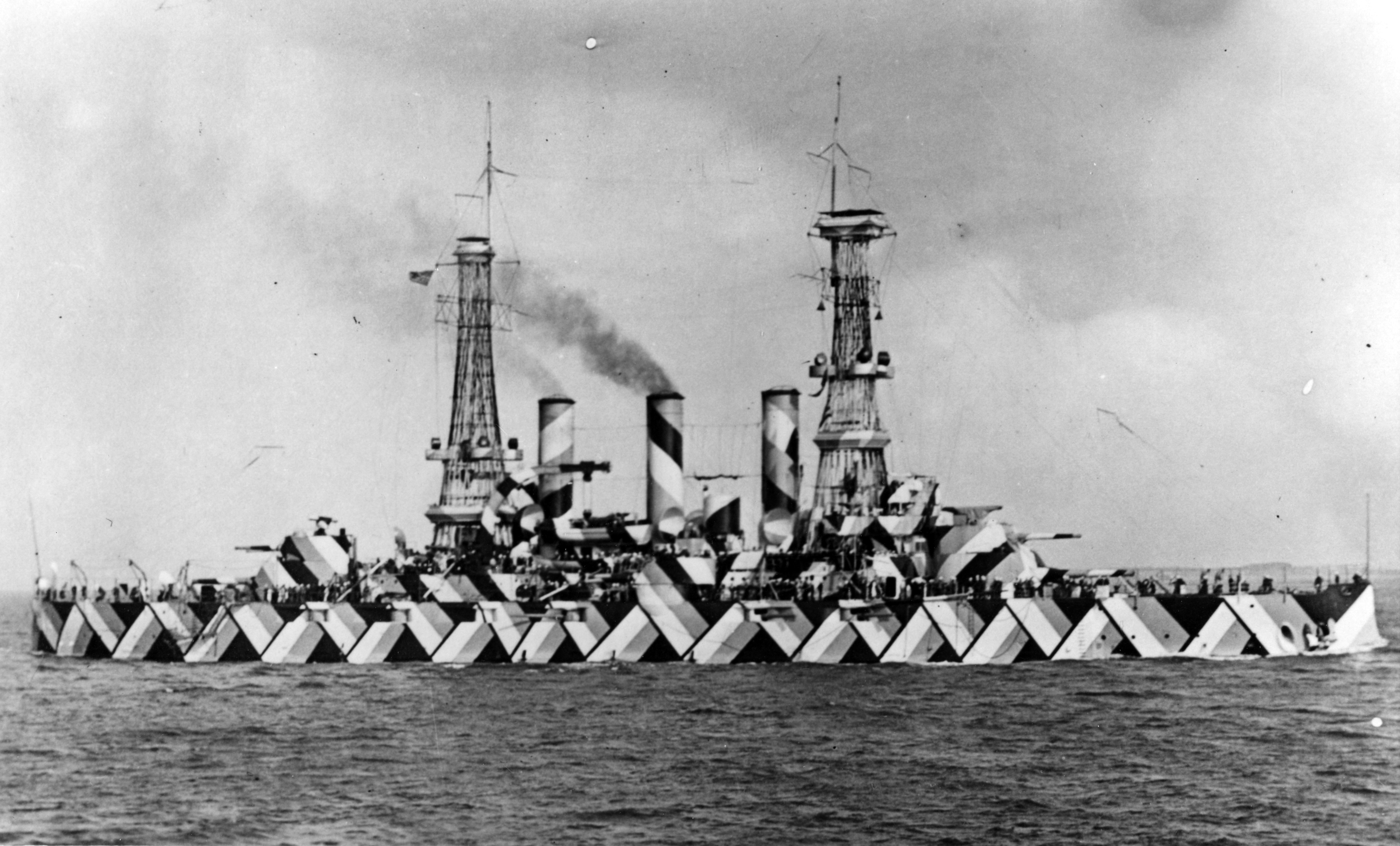
O Nebraska pintado com camuflagem experimental c. 1918

Em julho de 1914, a Primeira Guerra Mundial estourou na Europa; os Estados Unidos permaneceram neutros durante os primeiros três anos da guerra. As tensões com a Alemanha chegaram ao auge no início de 1917, após a campanha de guerra submarina irrestrita alemã, que afundou vários navios mercantes americanos em águas europeias. Em 6 de abril de 1917, os Estados Unidos declararam guerra à Alemanha. Os navios da classe Virginia inicialmente foram usados para treinar artilheiros e pessoal da sala de máquinas que seriam necessários para a frota de guerra em rápida expansão. A partir de setembro de 1918, os navios escoltaram comboios que traziam soldados para a França até o armistício com a Alemanha assinado em novembro. Com o fim da guerra, os Virginias transportaram soldados americanos de volta da França até meados de 1919.
Os navios — completamente obsoletos nessa época — foram brevemente retidos no período pós-guerra antes de serem desativados. Nebraska, Geórgia e Rhode Island foram transferidos para a Frota do Pacífico, com o último servindo como a nau capitânia do 1.º Esquadrão, embora todos estivessem fora de serviço em 1920. Nos termos do Tratado Naval de Washington, assinado em 1922, eles deveriam ser descartados como parte do programa de limitação de armamento naval. Virginia e New Jersey foram afundados como navios-alvo no Cabo Hatteras por bombardeiros do Exército sob a supervisão de Billy Mitchell em setembro de 1923. Os outros três navios foram vendidos para demolição em novembro daquele ano.